# Никольское 2-е (Воробьёвский район)
Никольское 2-е — село в Воробьёвском районе Воронежской области России. Входит в состав Никольского 1-го сельского поселения. До 2015 г. являлось административным центром упразднённого Никольского 2-го сельского поселения.

## География

### Улицы
| - ул. Верхняя, - ул. Гагарина, - ул. Красноармейская, - ул. Мира, - ул. Нагорная, - ул. Низовая, | - ул. Панфилова, - ул. Садовая, - ул. Советская, - ул. Чапаева, - ул. Чкалова, - ул. Школьная. |

## История
Николькое-2 - самый молодой населённый пункт Воробьёвского района.Образовано в 2001 г. путем выделения части села Никольское в самостоятельный населенный пункт.

## Достопримечательности
В селе есть церковь

## Население
| 2010 | 2012 | 2013 | 2014 |
| ---- | ---- | ---- | ---- |
| 583  | ↘561 | ↘537 | ↘517 |